# Дубровський (Кіясовський район)
Дубро́вський (рос. Дубровський, удм. Выль Тигырмен) — присілок у складі Кіясовського району Удмуртії, Росія.
Населення — 179 осіб (2010; 227 у 2002).
Національний склад:
- удмурти — 94 %